# 体論用語一覧
数学において体論とは、体を研究する分野のことである。これは体論における用語の一覧である。

## 体の定義
体とは、0 でない全ての元が積に関して逆元を持つ環のこと。体の上では、四則演算が出来る。 
体 F から 0 を除いた群を F× と書く
F に係数をもつ 多項式環 (polynomial ring) は、 F[x] と書く
- 標数 (w:Characteristic (algebra)) 体Fの標数とは非負の整数nであって、Fにおいてn個の1を足し合わせると0と等しくなる（1+1+ ... +1 = 0）ようなnのうち、最小のものである。そのようなnが存在しないときはn = 0と定める。

## 基本的な定義
- 部分体 (Subfield)
- 素体 (Prime field)
- 拡大体 (Extension field)
- 代数拡大 (Algebraic extension)
- 分解体 (Splitting field)
- 正規拡大 (Normal extension)
- 分離拡大 (Separable extension)
- 原始元 (Primitive element)
- 完全体 (Perfect field)
- 代数的閉体 (Algebraically closed field)
- 超越的 (Transcendental)
- 超越次数 (Transcendence degree)

## 準同型
- 体準同型 (Field homomorphism)

## 体の種類
- 有限体 (Finite field)
- 順序体 (Ordered field)
- 有理数体 (Field of rational numbers)
- 実数体 (Field of real numbers)
- 複素数体 (Field of complex numbers)
- 数体 (Number field)
- 代数的数体 (Field of algebraic numbers)
- 二次体 (Quadratic field)
- 円分体 (Cyclotomic field)
- 総実体 (Totally real field)
- （形式的）実体 (Formally real field)
- 実閉体 (Real closed field)

## ガロア理論
- ガロア拡大 (Galois extension)
- ガロア群 (Galois group)
- クンマー理論 (Kummer theory)
- アルティン・シュライアー理論 (Artin-Scheier theory)
- 正規基底 (Normal basis)
- 体のテンソル積 (Tensor product of fields)

## ガロア理論周辺
- ガロア理論の逆問題 (Inverse problem of Galois theory)
- 微分ガロア理論 (Differential Galois theory)
- グロタンディークのガロア理論 (Grothendieck's Galois theory)